# Satoru Kobayashi (Fußballspieler)
Satoru Kobayashi (japanisch 小林 悟 Kobayashi Satoru; * 26. August 1973 in der Präfektur Gunma) ist ein ehemaliger japanischer Fußballspieler.

## Karriere
Kobayashi erlernte das Fußballspielen in der Schulmannschaft der Bunan High School. Seinen ersten Vertrag unterschrieb er 1992 bei den NTT Kanto (heute: Omiya Ardija). Der Verein spielte in der zweithöchsten Liga des Landes, der Japan Football League. Für den Verein absolvierte er 103 Spiele. 1999 wechselte er zum Ligakonkurrenten Sagan Tosu. Für den Verein absolvierte er 46 Spiele. 2001 wechselte er zum Ligakonkurrenten Albirex Niigata. Für den Verein absolvierte er 52 Spiele. Ende 2002 beendete er seine Karriere als Fußballspieler.